# 千菊姫
千菊姫（せんぎくひめ、寛永3年（1626年） - 明暦元年8月7日（1655年9月6日））は、伊達政宗の四女。母は側室の妙伴（村上政重の娘）。

## 生涯
寛永3年（1626年）、仙台城で政宗の四女として生まれる。名は千菊と命名し、千菊姫と称した。母の妙伴は23歳位、父の政宗は60歳の時の子である。
寛永12年（1635年）、まだ10歳で、嫁入り適齢期には早かったが、丹後宮津藩主京極高広の嫡子京極高国の正室となることが正式に決まり、同年4月6日に婚礼が行われた。夫となる高国は20歳であった。
輿入れの際、伊達家臣の斉藤勝成と子の斉藤勝則らが千菊姫の付人となり随従、給を賜り京極家の家臣となった。また、斉藤勝則は千菊姫の奥小姓として奉公することとなった。
嫁いで翌年の寛永13年（1636年）春、伊達家江戸屋敷の父政宗が重態に陥ったとの報が宮津にもたらされた。千菊姫は急に旅立つことができず、父に見舞の書状をしたためる。書状は5月23日、政宗のもとに無事届き、それを読んだ政宗は涙を流し感激したという。だが、政宗は翌日の5月24日に病没する。
夫の京極高国は、寛永20年（1643年）、従四位に昇進、その年、嫡男の高規が産まれている。承応3年（1654年）、高国は京極家を相続し宮津藩主となった。夫婦の間は睦まじく、4男2女をもうけた。
明暦元年（1655年）8月7日、千菊姫は京極家江戸屋敷にて病没する。享年30。法名は泰念日普本理院と号し、丹後の宮津に葬られた。
なお、京極家はその後、寛文6年（1666年）に親子の不和争いから領地没収となり改易された。京極高国は盛岡藩の南部家に預けられ蟄居となり、延宝3年（1675年）12月24日に死去する。享年60。
のち、夫婦とも江戸谷中の日蓮宗長燿山感応寺（現・護国山天王寺）に合祀改葬されたという。
また、千菊姫に随従し京極家臣となっていた斉藤勝則は、伊達家に戻り、再仕官がかなっている。